# Khorat-fennsík
A Khorat-fennsík (thai nyelven: ที่ราบสูงโคราช) táj az Indokínai-félsziget északi részén, Thaiföld területén, az ország öt nagytájának egyike. Az alacsony, széttöredezett felszínű fennsík Thaiföld Isan nevű történelmi régiójának ad helyt.

## Elhelyezkedése
A fennsík területe kb. 150 000 km2, Thaiföld északkeleti részén fekszik. Északon és keleten hegyvidékek (Észak-Laosz hegyei, majd a Vietnámi-hegység) szegélyezik, melyeket a Mekong völgye választ el tőle. Nyugaton és délen alföldek (a Csaoprhaja alföldje és a Kambodzsai-alföld) határolják, előbbitől a Phetcsabun (wd) (thaiul: ทิวเขาเพชรบูรณ์) és a Phang Hoei (wd) hegyláncai, utóbbitól a Dângrêk-hegység (Phanom Dang Raek, thaiul: ทิวเขาพนมดงรัก, khmerül: ជួរភ្នំដងរែក, wd) választja el.
A dombsági jellegű fennsíkot az alacsony Phu Phan-hegység (thaiul: ทิวเขาภูพาน, wd) osztja két részmedencére: északi része a Sakhon Nakhon-medence, déli, nagyobb területe a Khorat-medence.

## Kialakulása
A táj felépítése egyedi egész Délkelet-Ázsiában, hisz legnagyobbrészt középidei homokkőtáblák építik fel. Legrégebbi, prekambriumi aljzatára ugyanis a triászban nagy vastagságú, vöröses színű homokkő rétegek rakódtak le. Ezek később különböző magasságig kiemelkedtek, majd a negyedidőszakban változó vastagságban fiatal üledékek (homok, agyag, folyóvízi kavics) telepedtek rájuk. A fennsík mai domborzata egyhangú. Csak a helyenként előforduló, a keményebb kőzetekből kipreparálódott kvarcitos homokkőből álló maradványhegyek teszik kissé változatosabbá. Átlagmagassága mindössze 200-300 méter, felszíne kelet felé, a Mekong völgye irányába enyhén lejt.

## Éghajlat és vízrajz
A terület éghajlata trópusi monszun. Hőmérséklete egész évben magas, a csapadékviszonyokat pedig a változó irányú monszunszelek határozzák meg. A Bengál-öböl felől érkező délnyugati monszun idején (áprilistól novemberig) sok eső esik, míg a kontinens belseje felől fúj északkeleti monszun száraz évszakot ("tél") eredményez. Enyhe lejtése miatt a fennsík rossz lefolyású, így a nyári nagy esőzések idején jelentős része elmocsarasodik. A téli, száraz évszakban pedig olyan kevés a csapadék, hogy ugyanezeken a helyeken a mélyedések alján a só kicsapódik és összegyűlik a felszínen. Legfontosabb folyói a Mun és mellékfolyója a Csi, melyek délkelet felé, a Mekongba folynak.

## Növényzet és gazdálkodás
A Khorat-fennsík természetes növényzete a szavanna. Laterites talaja rossz minőségű, a hatalmas esőzések miatt kevés humuszt tartalmaz. A fennsík az ország sűrűn lakott tájai közé tartozik. Lakói lakói főleg szarvasmarhát, lovat és sertést tenyésztenek, gyapotot, rizst, földimogyorót, kukoricát és kendert termesztenek.